# Держанівська волость
Держанівська волость — історична адміністративно-територіальна одиниця Козелецького повіту Чернігівської губернії з центром у селі Держанівка.
Станом на 1885 рік складалася з 12 поселень, 29 сільських громад. Населення — 8866 осіб (4365 чоловічої статі та 4501 — жіночої), 1603 дворових господарства.
|                     | Площа, десятин | У тому числі орної, дес. |
| ------------------- | -------------- | ------------------------ |
| Сільських громад    | 14249          | 8437                     |
| Приватної власності | 7030           | 4511                     |
| Іншої власності     | 135            | 100                      |
| Загалом             | 21414          | 13048                    |

Основні поселення волості:
- Держанівка — колишнє власницьке село при болоті за 25 верст від повітового міста, 1691 особа, 337 дворів, православна церква, школа, постоялий будинок, 2 лавки, винокурний завод.
- Адамівка — колишнє державне та власницьке село при річці Остер, 583 особи, 117 дворів, православна церква, постоялий будинок.
- Гальчин — колишнє державне та власницьке село при болоті, 279 осіб, 55 дворів, православна церква, постоялий будинок.
- Іржавець — колишнє державне та власницьке село при річці Остер, 647 осіб, 120 дворів, православна церква, постоялий будинок.
- Лихачів — колишнє державне та власницьке село при болоті, 2050 осіб, 307 дворів, православна церква, школа, 4 постоялих будинки, 2 лавки, 2 щорічних ярмарки.
- Ведмедівка — колишнє власницьке село при річці Остер, 223 особи, 40 дворів, православна церква.
- Лихачів — колишнє державне та власницьке село при річці Остер, 1217 осіб, 223 дворів, православна церква, школа, постоялий будинок, 2 лавки.
- Хрещате — колишнє державне та власницьке село при болоті, 1961 особа, 366 дворів, православна церква, школа, 3 постоялих будинки, 2 лавки, фарбувальний завод.

1899 року у волості налічувалось 29 сільських громад, населення зросло до 13357 осіб (6645 чоловічої статі та 6712 — жіночої).